# Madden NFL 2004
Madden NFL 2004 — спортивная игра, симулятор американского футбола. Является 15 игрой в серии Madden NFL. На обложке изображён бывший квотербек команды Атланта Фэлконс Майкл Вик.

## Интересные факты
- Около 40 игроков, включая Троя Поламалу, Ннамди Асомуга и Лавара Аррингтона остались безымянными в игре.

## Рецензии и награды
| Сводный рейтинг         | Сводный рейтинг | Сводный рейтинг | Сводный рейтинг | Сводный рейтинг | Сводный рейтинг | Сводный рейтинг |
| Издание                 | Оценка          | Оценка          | Оценка          | Оценка          | Оценка          | Оценка          |
| Издание                 | GBA             | GC              | PC              | PS              | PS2             | Xbox            |
| ----------------------- | --------------- | --------------- | --------------- | --------------- | --------------- | --------------- |
| GameRankings            | 74,60 %         | 91,54 %         | 88,40 %         | 80 %            | 91,77 %         | 89,24 %         |
| Metacritic              | 70/100          | 94/100          | 91/100          | 80/100          | 94/100          | 92/100          |
| Иноязычные издания      |                 |                 |                 |                 |                 |                 |
| Издание                 | Оценка          | Оценка          | Оценка          | Оценка          | Оценка          | Оценка          |
| Издание                 | GBA             | GC              | PC              | PS              | PS2             | Xbox            |
| AllGame                 | N/A             | N/A             | N/A             | N/A             | [ 13 ]          | N/A             |
| EGM                     | N/A             | N/A             | N/A             | N/A             | 9,33/10         | N/A             |
| Game Informer           | N/A             | 8,75/10         | N/A             | N/A             | 9,25/10         | 9/10            |
| GamePro                 | N/A             | [ 18 ]          | N/A             | N/A             | [ 18 ]          | [ 18 ]          |
| GameRevolution          | N/A             | A−              | N/A             | N/A             | A               | A−              |
| GameSpot                | 7,2/10          | 9,1/10          | 8,8/10          | N/A             | 9,2/10          | 9,1/10          |
| GameSpy                 | N/A             | [ 26 ]          | [ 27 ]          | N/A             | N/A             | [ 28 ]          |
| GameZone                | 7/10            | 9,4/10          | 9/10            | N/A             | 9,7/10          | 9,3/10          |
| IGN                     | 7/10            | 9,4/10          | 9,3/10          | N/A             | 9,5/10          | 9,4/10          |
| Nintendo Power          | 3,6/5           | 4,6/5           | N/A             | N/A             | N/A             | N/A             |
| OPM                     | N/A             | N/A             | N/A             | [ 40 ]          | [ 41 ]          | N/A             |
| OXM                     | N/A             | N/A             | N/A             | N/A             | N/A             | 8,9/10          |
| PC Gamer (US)           | N/A             | N/A             | 76 %            | N/A             | N/A             | N/A             |
| The Cincinnati Enquirer | N/A             | [ 44 ]          | [ 44 ]          | N/A             | [ 44 ]          | [ 44 ]          |
| Entertainment Weekly    | N/A             | A               | A               | N/A             | A               | A               |

В июле 2006 года стало известно, что к тому моменту было продано 3,5 миллиона копий игры Madden NFL 2004, а прибыль от продаж игры на территории Соединённых Штатов Америки составляет $170 миллионов. Журнал Next Generation отметил, что игра заняла четвёртое место по продажам среди выпущенных на PlayStation 2, Xbox или GameCube в период с января 2000 года по июль 2006 в США. Между этими датами общее количество продаж игр серии Madden в США составляло 22 миллиона копий, среди которых версия Madden NFL 2004 для PlayStation 2 имела большую долю.
Критики тепло приняли Madden 04 после релиза, а версии игры для GameCube и PlayStation 2 получили практически одинаково хорошие отзывы. Агрегаторы GameRankings и Metacritic дали рейтинг 91,77% и 94 из 100 для версии игры на PlayStation 2; 91,54% и 94 из 100 для версии игры на GameCube; 89,24% и 92 из 100 для версии игры на Xbox; 88,40% и 91 из 100 для версии игры на Windows; 80% и 80 из 100 для версии игры на PlayStation; а также 74,60% и 70 из 100 для версии игры на Game Boy Advance.
Журнал Playboy дал игре 100% рейтинга, начиная свою рецензию со слов: "Ищите большей глубины? Займите роль владельца команды и переместите команду на новое место, устанавливайте цены на билеты на своём новом стадионе и нанимайте свой тренерский персонал. Дитка: Высылайте нам своё резюме." Entertainment Weekly поставили игре оценку А, издание восхваляло Режим владельца, "который позволяет вести переговоры по зарплатам, построить стадион, и, если вам нужны детали, даже устанавливать цены в буфетах." The Cincinnati Enquirer дали игре рейтинг 4,5 звёзд из 5 и написали, что "из-за трудного геймплея игры, большого числа глубоких и удивительных возможностей, Madden будет трудно переплюнуть."
Madden NFL 2004 победила в номинации "Игра года" на церемонии Video Game Awards в 2003 году. Также игра была названа "Лучшей спортивной игрой 2003 года" по версии редакции и читателей IGN.